# Індрик-звір
Індрик-звір — істота слов'янської міфології.
У різних списках «Духовного вірша про Голубину книгу» по різному зображено Індрик-звіра, однак у всіх він називається «всім звірам батько». Коли він повертався, всі звірі йому поклонялися. Індрик-звір ходив підземеллям, прочищаючи своїм єдиним рогом підземні води, щоб напувати все живе. У вірші про Голубину книгу писалося, що він також жив на Святій горі (Фавор-горі), їв і пив з Синього моря, нікого не ображаючи. Або він ходив по підземеллям, як сонце по небу.
Вважалося, що Індрик-звір величезний, подібний до змії. Коли він сердиться стається землетрус. В посуху його закликали подати воду у криниці і водойми, щоб напоїти траву та дерева, зберегти врожай.
Існує окрема билина про Індрик-звіра. У ній говорилося, що він живе в «Індій-землі», в якій «степи дикі, ліси темні». Досить колоритно в билині описано самого Індрик-звіра: 
На ньому щетинонька вся із перлів,
А та грива-хвіст позолочена,

А копитця у нього все булатні,

З ніздрів у нього вогонь пашить,

З вух у нього йде дим стовпом.

Він і бігає пити під Тарью-річку,
Він біжить, біжить — вся земля тремтить.
Дав назву викопній тварині індрикотерію. Український письменник Валентин Чемерис написав оповідання «Індрик-звір — добра душа».